# Jane Barnes
Jane Fenmore Barnes (Mansfield, 17 de agosto de 1910-Victorville, 20 de marzo de 1998) fue una actriz de cine y teatro estadounidense durante la década de 1930. Originalmente estudió para convertirse en concertista de piano antes de decidir convertirse en actriz, pasando varios años en el circuito teatral junto con dramas de radio y modelaje antes de convertirse en una estrella de cine para Fox Studios.
Interpretó múltiples papeles importantes y menores en películas entre 1934 y 1937, y luego regresó al trabajo teatral para perfeccionar sus habilidades actorales antes de casarse con el actor Carlyle Moore Jr. en agosto de 1937. Cuando sus planes de teatro en Broadway, Nueva York, no funcionaron, se convirtió en columnista de varios periódicos y se mudó varias veces a Massachusetts y luego a Hollywood. En sus últimos años, se estableció en Victorville, California, y se convirtió en parte del grupo de la biblioteca local para apoyar su amor por los libros.

## Carrera
Nacida como Jane Fenmore Barnes en Mansfield (Massachusetts), hija del fiscal general de Massachusetts, Clarence A. Barnes, y de la artista de revistas de moda Helen Long, asistió a la Wykeham Rise School for Girls y estudió para convertirse en concertista de piano. Sin embargo, finalmente cambió de opinión sobre sus opciones profesionales y en su lugar firmó un contrato con Fox Studios para convertirse en actriz. Antes de firmar, había trabajado como secretaria en la oficina  de su padre en la Cámara de Representantes antes de obtener experiencia actoral apareciendo durante dos años en el grupo de teatro Phidelah Rice Players en Martha's Vineyard. Al mismo tiempo, también actuó en radioteatro s y apareció como modelo en portadas de revistas.
Mientras estaba en un barco alquilado, el SS Virginia, de Nueva York a Los Ángeles en 1933, el viaje de Barnes se topó con un huracán en el mar Caribe, aunque ella salió ilesa. Finalmente llegó a Movietone City para comenzar a trabajar en el cine. Poco después de llegar, también comenzó a tomar lecciones de piloto en secreto, para poder volar su propio avión de regreso a casa. En un concurso de 1936 para encontrar a la «extra perfecto» en el que compitieron 8000 mujeres, Barnes fue elegida como ganadora por un grupo de directores de Central Casting y le concedieron un contrato cinematográfico. Esto también la llevó a ser elegida para uno de los papeles principales femeninos en Man of the People, de 1937. En el verano de 1937, Barnes regresó a su estado natal para aprender nuevas técnicas de actuación. Al unirse a la Compañía Mary Young en Centerville (Massachusetts), se propuso aparecer en varias representaciones teatrales para obtener, como afirmó Marjory Adams para The Boston Globe, «ese toque extra de refinamiento que una chica necesita hoy en día para competir».
Después de su formación, se mudó a Nueva York para intentar entrar en Broadway antes de planear regresar a las películas de Hollywood como una estrella de mayor perfil. Vivía en Gramercy Park, donde escribió desde cero su lista de audiciones para intentar conseguir un contrato de teatro, llamándolo «Miss Milquetoast in New York». Sin embargo, sus planes teatrales no funcionaron y más tarde regresó a Massachusetts y se convirtió en columnista del Mansfield News and Foxboro Times. Su columna se titulaba «Barnes Storming in Hollywood». Poco después, regresó a Hollywood y se convirtió en recepcionista de la centralita de la Federación Estadounidense de Artistas de Radio. También escribió una columna de chat en el boletín de la organización.
Años más tarde, se mudó a Victorville, California, y pasó su tiempo como secretaria del grupo Amigos de la Biblioteca de Victorville, ayudándolos a recaudar fondos y apoyar programas infantiles locales. Continuó escribiendo y publicó una columna en el periódico local Daily Press titulada «Ex Libris» para mostrar su amor por los libros.

## Filmografía
- Such Women Are Dangerous (1934) como Nancy Ryan [13]
- Too Many Women (corto, 1934) [14]
- Gold Rush of 1934 (1934) [15]
- The Gay Deception (1935) [16]
- Your Uncle Dudley (1935) como Marjorie Baxter [17]
- Naughty Marietta (1935) [18]
- Melody Trail (1935) como Helen [17]
- Frontier Justice (1935) como Ethel Gordon [19] [20]
- Hollywood – The Second Step (corto, 1936) [20]
- Man of the People (1937) como Marie Rossetti [21]
- Stan (1937) [22] una película producida por la Standard Oil Company de Indiana

## Vida personal
Conociéndose por primera vez en el verano de 1937 en el escenario de la obra Stop Light, se casó con el actor Carlyle Moore Jr. el 28 de agosto de 1937. Tuvieron tres hijos juntos. Murió el 20 de marzo de 1998, debido a una insuficiencia cardíaca, a los 87 años.